# Занзібарський договір
Занзібарський договір, також іноді зветься Гельголандсько-Занзібарська угода (англ. Heligoland–Zanzibar Treaty, нім. Helgoland-Sansibar-Vertrag) — договір, складений 1 червня 1890 року між Великою Британією і Німецькою імперією, який врегулював колоніальні інтереси двох держав у Східній Африці.

## Назва
- Гельголандсько-Занзібарська угода (англ. Heligoland–Zanzibar Treaty, нім. Helgoland-Sansibar-Vertrag)
- Британсько-німецький договір 1890 року (англ. Anglo-German Agreement of 1890)
- Занзібарський договір — коротка назва.
- Договір між Німецькою імперією і Об'єднаним Королівством про колонії і Гельголанд (нім. Vertrag zwischen dem Deutschen Reich und dem Vereinigten Königreich über die Kolonien und Helgoland)

## Опис
Договір розмежовував сфери інтересів Німеччини у східній і південно-західній Африці. До Німецької Південно-Західної Африки (сучасна Намібія) мала бути приєднана так звана смуга Капріві, через яку німецькі володіння набували суверенного доступу до річки Замбезі. У Східній Африці Велика Британія визнавала німецькою сферою території між океаном і великими африканськими озерами, де згодом була заснована колонія Німецька Східна Африка (майбутня Танганьїка, зараз — материкова частина Танзанії, Руанда і Бурунді). Велика Британія зобов’язалася добитися від султана Занзібара згоди на передачу Німецькій імперії прибережної смуги довкола Дар-ес-Саламу, яка формально належала Занзібару і яку тоді орендувала Німецька Східно-Африканська Компанія. Також Німецька імперія отримала острів Гельголанд, розташований у Північному морі неподалік від узбережжя Німеччини, який належав Великій Британії з 1807 року. 
В обмін на це Німецька імперія передавала Великій Британії протекторат над малим східно-африканським султанатом Віту (Deutsch-Witu, на узбережжі Кенії) і деякі території у Східній Африці, критичні для британського будівництва залізниці від узбережжя до озера Вікторія. Вона також відмовлялася від претензій на території на північ від султанату Віту і зобов’язувалася не втручатися у будь-які британські акції стосовно Занзібарського султанату. Після укладення угоди Велика Британія оголосила протекторат над султанатом (до складу якого входив також острів Пемба), а через Англо-занзібарську війну, що трапилася у 1896 році, здобула повний контроль над цією державою.
Також угода встановлювала кордони між німецьким Тоголендом і британською колонією Золотий Берег (сучасна Гана), а також між німецьким Камеруном і британською Нігерією. Вона проголошувала свободу переміщення і торгівлі в районі озера Чад, декларувала взаємне визнання прав приватних і юридичних осіб, а також свободу місіонерської діяльності у колоніальних володіннях сторін.
Острів Гельголанд відіграв значну роль у подальшому військово-морському розвитку Німецької імперії — окрім укріплення безпеки узбережжя, він став головною базою німецького флоту.
Договір був зустрінутий із великим незадоволенням колоніальними партіями Німецької імперії, прихильниками більш агресивної політики в Африці і у світі. Німецька преса писала, що «ми міняємо королівства (Уганду, Віту та Занзібар) на корито (Гельголанд)». Популярна в пресі назва договору «Гельголандько-Занзібарська угода» мала сформувати враження, що Німецька імперія віддала Британії Занзібар в обмін на Гельголанд, обмін відверто нерівноцінний. Втім, Гельголанд виявився єдиним німецьким територіальним надбанням колоніальної доби, що був збережений за Німеччиною Версальським договором після її поразки у Першій Світовій війні і дотепер залишається німецьким.